# トマス・ブルース (第7代キンカーディン伯爵)
第7代キンカーディン伯爵トマス・ブルース（英語: Thomas Bruce, 7th Earl of Kincardine、1663年3月19日 – 1740年3月23日）は、スコットランド貴族、ジャコバイト。

## 生涯
第4代キンカーディン伯爵アレクサンダー・ブルースとクリスチャン・ブルース（Christian Bruce、1737年3月18日没、ロバート・ブルースの娘）の息子として、1663年3月19日に生まれた。
1721年に兄アレクサンダーが死去すると、キンカーディン伯爵の爵位を継承した。
エディンバラに住む熱烈なジャコバイトであり、チャールズ若僭王の顧問官を務めたという。
1740年3月23日に死去、息子ウィリアムが爵位を継承した。

## 家族
レイチェル・ポンスフォート（Rachel Pauncefort、1753年3月17日没、ロバート・ポンスフォートの娘）と結婚、2男3女をもうけた。
- ウィリアム（1740年9月8日没） - 第8代キンカーディン伯爵、子供あり
- トマス（1739年没）
- サラ（1699年12月 – 1795年7月3日）
- クリスチャン（1775年2月23日没）
- レイチェル（1789年6月29日没） - ジェームズ・ランディン（1707年11月6日 – 1781年7月18日。1760年に第10代パース伯爵を自称して、姓をドラモンドに改めた）と結婚、子供あり。初代パース男爵ジェームズ・ドラモンドの母